# العلاقات البوروندية الكورية الشمالية
العلاقات البوروندية الكورية الشمالية هي العلاقات الثنائية التي تجمع بين بوروندي وكوريا الشمالية.

## مقارنة بين البلدين
هذه مقارنة عامة ومرجعية للدولتين:
| وجه المقارنة                                              | بوروندي                                    | كوريا الشمالية                        |
| --------------------------------------------------------- | ------------------------------------------ | ------------------------------------- |
| المساحة (كم2)                                             | 27.83 ألف                                  | 120.54 ألف                            |
| عدد السكان (نسمة)                                         | 10.86 مليون                                | 25.49 مليون                           |
| الكثافة السكانية (ن./كم²)                                 | 390.23                                     | 211.47                                |
| العاصمة                                                   | بوجومبورا، جيتيغا                          | بيونغيانغ                             |
| اللغة الرسمية                                             | اللغة الكيروندية، لغة فرنسية، لغة إنجليزية | لغة كوريا الشمالية القياسية ‏          |
| العملة                                                    | فرنك بوروندي                               | وون كوري شمالي                        |
| الناتج المحلي الإجمالي (بليون دولار)                      | 3.48 مليار                                 |                                       |
| الناتج المحلي الإجمالي (تعادل القوة الشرائية) بليون دولار | 8.13 مليار                                 |                                       |
| الناتج المحلي الإجمالي الاسمي للفرد دولار أمريكي          | 277                                        |                                       |
| الناتج المحلي الإجمالي للفرد دولار أمريكي                 | 77                                         |                                       |
| مؤشر التنمية البشرية                                      | 0.400                                      |                                       |
| رمز المكالمات الدولي                                      | +257                                       | +850                                  |
| رمز الإنترنت                                              | .bi                                        | .kp                                   |
| المنطقة الزمنية                                           | ت ع م+02:00                                | ت ع م+08:30، ت ع م+08:30، ت ع م+09:00 |

## منظمات دولية مشتركة
يشترك البلدان في عضوية مجموعة من المنظمات الدولية، منها:
| علم المنظمة | اسم المنظمة              | تاريخ انضمام بوروندي | تاريخ انضمام كوريا الشمالية |
| ----------- | ------------------------ | -------------------- | --------------------------- |
|             | يونسكو                   | 16 نوفمبر 1962       | 18 أكتوبر 1974              |
|             | الاتحاد البريدي العالمي  | ?                    | ?                           |
|             | الأمم المتحدة            | 18 سبتمبر 1962       | 17 سبتمبر 1991              |
|             | الاتحاد الدولي للاتصالات | 16 فبراير 1963       | ?                           |

## وصلات خارجية
- موقع وزارة الخارجية الكورية الشمالية